# Koncert Live 8 w Berlinie

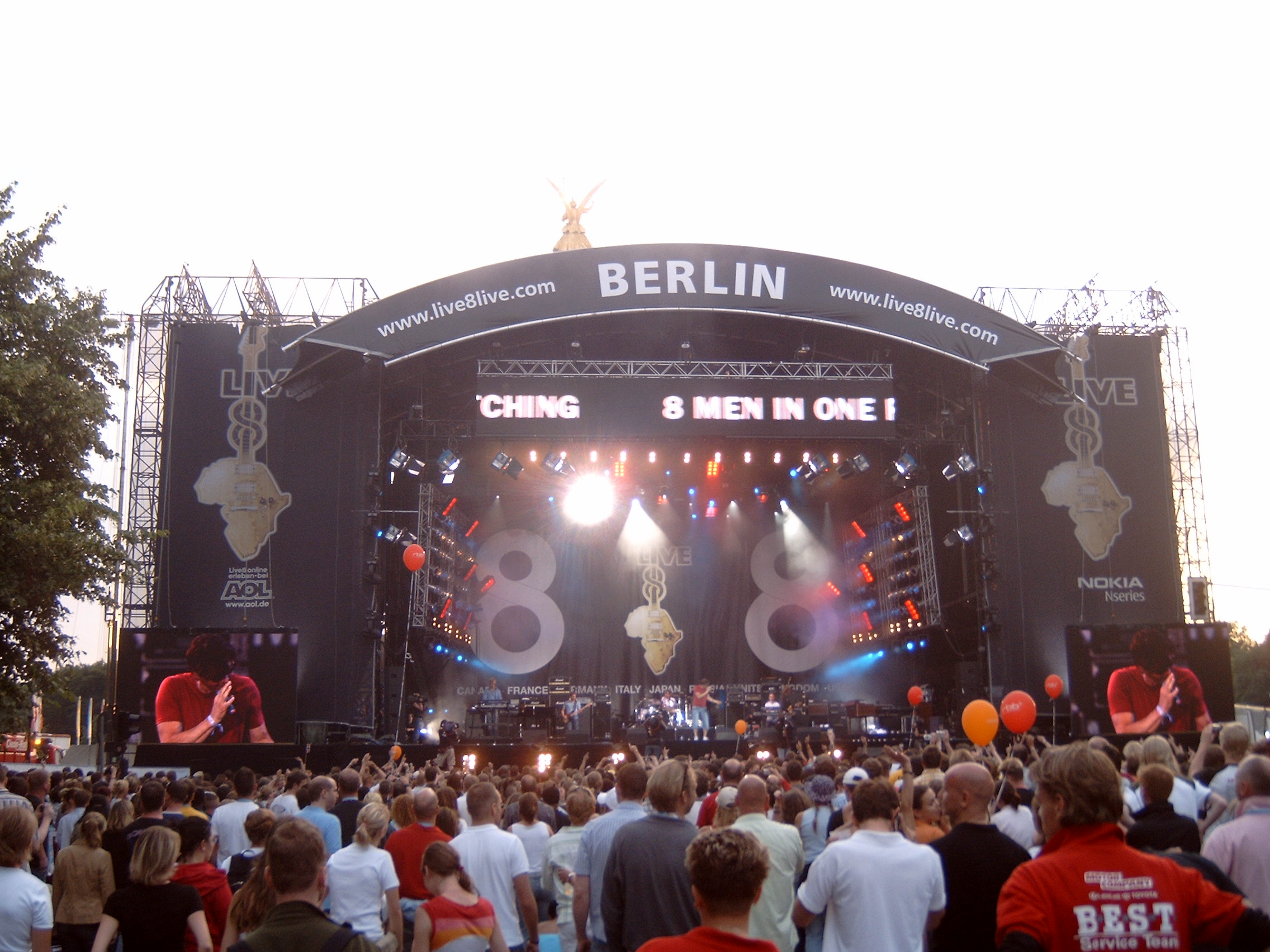
Koncert w Berlinie

Koncert Live 8 w Berlinie był jednym z koncertów z serii Live 8, który miał zwrócić uwagę państw G8 na panującą biedę w państwach afrykańskich. Koncert ten rozpoczął się 2 lipca 2005 o godzinie 12:00 UTC w Berlinie, w Niemczech, pod Kolumną Zwycięstwa.

## Artyści
- Die Toten Hosen: Wünsch Dir Was, Pushed Again, Steh Auf, Wenn Du Am Boden Bist, Hang On Sloopy
- Wir sind Helden: Nur Ein Wort, Denkmal, Bist Du Nicht Müde
- z Londynu: Bono/Paul McCartney Sgt. Pepper's Lonely Hearts Club Band
- Söhne Mannheims: Jah Is Changing All, Babylon-System
- Katherine Jenkins: Amazing Grace
- BAP: Wie Schön Dat Wöhr, Verdamp Lang Her
- Audioslave: Like A Stone, Blackhole Sun, Killing In The Name
- Green Day: American Idiot, Holiday, Minority, We Are The Champions
- Juli: Geile Zeit, Perfekte Welle
- Click-Spot Deine Stimme gegen Armut - Claudia Schiffer
- Silbermond: Zeit für Optimisten, Durch die Nacht
- Chris de Burgh: The Road To Freedom, Lebanese Night, Lady In Red, Don't Pay The Ferryman
- Brian Wilson*: Our Prayer, Heroes & Villains, God Only Knows, California Girls, Good Vibrations, Fun Fun Fun
- Renee Olstead: My Baby Just Cares For Me
- Sasha: If You Believe, Good Lovin', Turn It Into Something Special
- a-ha: Hunting High And Low, Take On Me, Summer Moved On
- Daniel Powter: Bad Day
- Joana Zimmer: I Believe (Give A Little Bit)
- Juan Diego Flórez: You'll Never Walk Alone
- Reamonn: Reason To Live, Allright
- Roxy Music (z Bryanem Ferrym): Virginia Plain, Love Is A Drug, Do The Strand, Jealous Guy
- Faithless: 2 Become 1
- Herbert Grönemeyer: Mensch, Bleibt Alles Anders, Flugzeuge Im Bauch, Bochum, Heimat, Der Mond Ist Aufgegangen
- Otto: Piano Man (Spezial Version)